# Itainópolis
Itainópolis este un oraș în Piauí (PI), Brazilia.